# Il settimo inferno
Il settimo inferno è il settimo romanzo poliziesco dello scrittore statunitense James Patterson della serie di libri con protagonista Lindsay Boxer, detective della polizia di San Francisco. Il ciclo che ha come personaggio principale il detective Boxer, verrà ribattezzato “le donne del Club Omicidi” proprio dal nome del club fondato dal detective Boxer e dalle sue amiche. In questo settimo romanzo, i traduttori italiani hanno ritenuto di omologarsi nuovamente al titolo imposto dall'autore, riprendendo la serie progressiva dei numeri interrotta in alcuni romanzi precedenti. In lingua originale, infatti, i titoli riportano i numeri sequenziali da 1 a 10. Nella traduzione italiana questa scelta non è stata del tutto accettata, tanto che il 4° e il 5° libro portano titolo completamente diversi dall'originale. In questo caso può essere considerata una scelta arbitraria l'aver tradotto con "Inferno" l'originale titolo "Heaven" (Paradiso o cielo). 

## Trama
Due giovani brillanti e simpatici si dimostrano in realtà folli piromani e si autoproclamano vendicatori delle disuguaglianze sociali, "giustiziando" ricche e "peccaminose" coppie di San Francisco e dintorni. Hawk e Pidge studiano le loro vittime e con una rapida ed implacabile incursione nelle loro case le legano e le lasciano morire bruciate tra le mura delle loro ville date alle fiamme. Lindsay è incaricata del caso, ma col suo collega Rich Conklin brancolano nel buio; intanto l'amica Yuki che guida l'accusa contro una giovane prostituta autoaccusatasi dell'occultamento del cadavere di un suo giovane e famoso cliente, si ritrova sconfitta da una esperta avvocatessa della difesa.    